# Revolta dels Burots
La Revolta dels Burots tingué lloc a Artés el 2 de gener de 1917.

## Antecedents
A finals del segle xix la Fàbrica de Cal Berenguer esdevé un dels motors, conjuntament amb el sector vitivinícola, de l'economia artesenca, monopolitzant la mà d'obra industrial de la vila. L'expansió de Can Berenguer constitueix el pas d'una societat eminentment agrària a una d'industrial, amb característiques molt properes a les d'una colònia fabril.
Paral·lelament a Catalunya, el moviment obrer es va consolidant en els diferents nuclis urbans, protagonitzant diverses accions de protesta. Davant d'aquesta situació la patronal constitueix la colònia industrial com a mecanisme de control social i de gestió d'una mà d'obra escassa i poc estable. Alhora, es consolida el caciquisme, fenomen consistent en el control absolut del poder local, tan públic com religiós, per part d'una elit.
A la vila d'Artés el caciquisme s'expressa a través dels tres germans Berenguer: Eduard i Domingo, gerents de la fàbrica i conegut un d'ells com l'Ós Blanc, i el tercer, Anton, capellà del poble i amb el sobrenom de Pota Negra, sembla per la seva atracció cap a les obreres viudes. El poder caciquista que exerceixen es manifesta en accions com l'enderroc de l'església vella l'any 1912 (seva fou la iniciativa de la construcció de la faraònica construcció de l'església nova i no els deuria fer gaire gràcia que els feligresos continuessin anant a l'església de tota la vida), el tancament de l'Orfeó Artesenc -seu de l'oposició de Can Berenguer-, la coacció del vot, l'abús a les obreres, i el control absolut de l‘Ajuntament i de totes les autoritats locals.
Aquesta situació de submissió es converteix en una bomba de rellotgeria quan Can Berenguer vol forçar massa el manteniment dels salaris baixos en un context de forta inflació provocada per la neutralitat espanyola en la primera Guerra Mundial. L'empobriment dels obrers arriba a l'extrem de perdre fins a un 20% del seu poder adquisitiu l'any 1916.
A més, l'Ajuntament caciquista mostra una greu ineficàcia en la gestió, com es fa palès en la gran inversió del proveïment d'aigua a la vila que resulta un fracàs i una inversió inútil per la mala qualitat de l'aigua.
Aquesta corrupció i pèssima gestió municipal genera un dèficit de grans dimensions i el consistori, per fer-hi front, decreta un nou impost sobre els consums, que haurà de ser recaptat pels burots, denominació que tant designa al funcionari encarregat de cobrar els drets d'entrada o sortida de certs productes com les petites casetes de fusta a les entrades de la vila, on es cobrava aquest impost. Aquest nou impost es pretén posar en vigor a l'entrada de 1917, però el dia 1 de Gener, com que s'escau amb la Fira, les autoritats no s'hi van atrevir i ho varen ajornar per a l'endemà.

## La revolta
Aquest nou impost és la gota que fa vessar el got. El dia 2 de gener esclata la revolta dels Burots. A banda dels comerços tancats, els pagesos i obrers també secunden la protesta i els més de 700 obrers de Can Berenguer fan vaga. La multitud es va concentrar davant dels burots i mentre els manifestants apedregaven les casetes, els dos cobradors dels burots fugiren en direcció a Calders i les casetes van ser incendiades.
La revolta no s'apaivagà fins que, no tan sols s'aconsegueix la retirada del nou impost, sinó també fer dimitir l'alcalde i el consistori en ple. Així, el dia 5, els comerciants tornaren a obrir les botigues amb normalitat i els treballadors tornaren als seus llocs de treball, però ni molt menys el conflicte s'acabà aquí. El que inicialment era una protesta contra un nou impost i contra l'Ajuntament, es perfila com una presa de consciència i lluita obrera i social.
A partir de la revolta, els obrers fundaren una Associació Obrera per defensar els interessos de classe. Convé destacar que Can Berenguer fins i tot decretà un tancament patronal de 6 mesos, que provoca l'emigració d'uns 600 obrers.
Tot i així, el setembre, quan la fàbrica torna a obrir portes, la majoria dels treballadors, farts d'abusos,  no hi tornen i es tira endavant, amb una important participació col·lectiva, la Fàbrica Nova, oficialment La Tèxtil d'Artés (actual Complex Cultural de Cal Sitges). Una experiència cooperativista que no va acabar de funcionar (al cap de pocs anys, cau en mans privades) però que ja havia aconseguit trencar el monopoli de Can Berenguer.

## Conseqüències
La Revolta dels Burots significà l'enderrocament del caciquisme, convertint el 2 de gener de 1917 en un punt d'inflexió en la vida política, social i econòmica d'Artés.

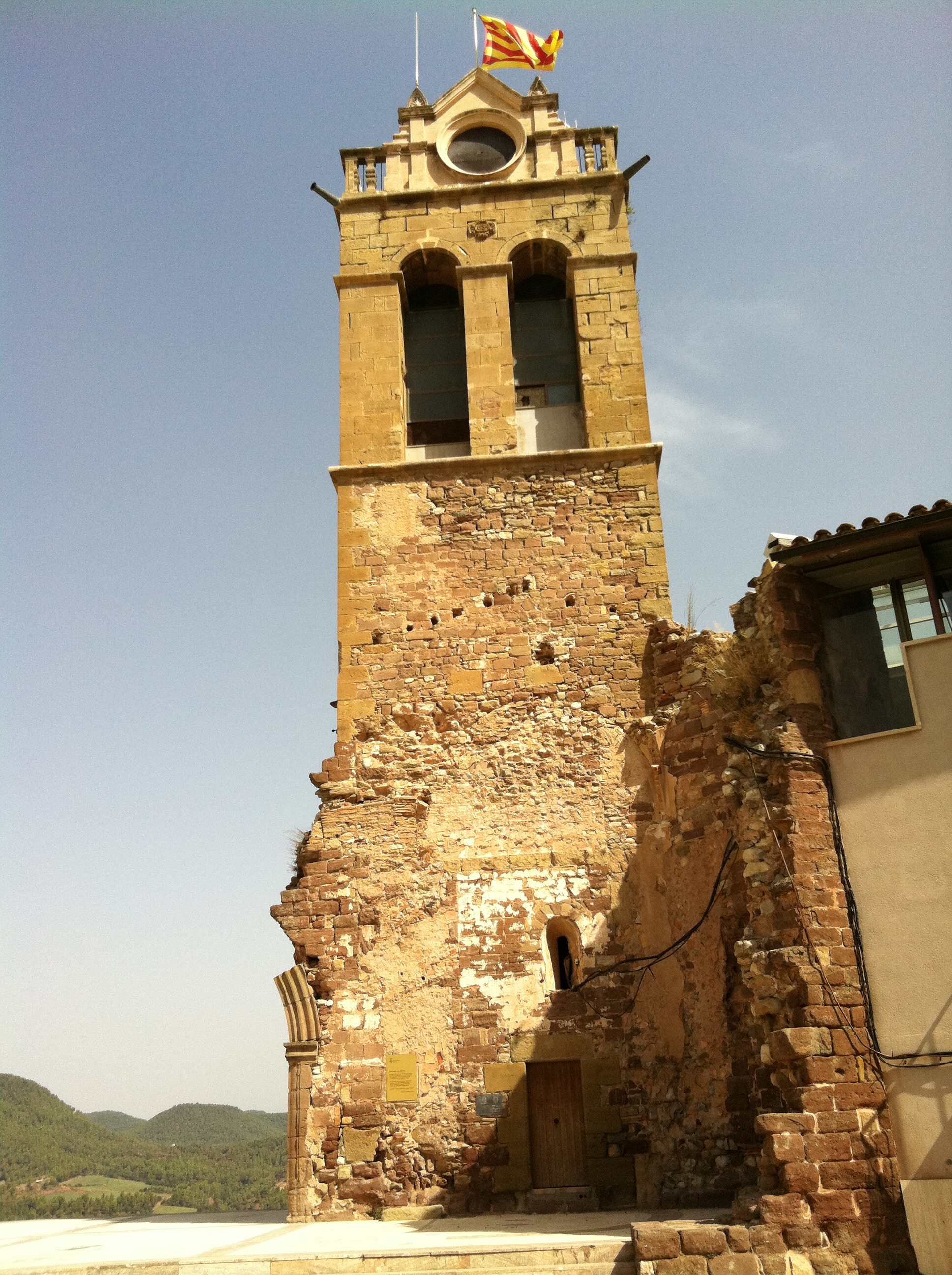
Campanar vell